# Les Loges-Saulces
Les Loges-Saulces é uma comuna francesa na região administrativa da Normandia, no departamento Calvados. Estende-se por uma área de 6,81 km². Em 2010 a comuna tinha 171 habitantes (densidade: 25,1 hab./km²).